# Вітошинський Іван Айталович
Іван Айталович Вітоши́нський (псевдоніми — Айталевич Іван, Аіфалевич Іван, Иван В., Іван з Вукової; нар. 1828, Перемишль — пом. 4 березня 1890, Відень) — український письменник і театральний діяч.

## Біографія
Народився у 1828 році в місті Перемишлі (тепер Польща). Працював юристом торгової палати у Перемишлі, потім у Відні. Був одним із організаторів українського аматорського театру в Перемишлі, де впродовж 1848—1849 років працював театральним режисером і актором. У 1853 році закінчив Львівський університет.
Помер у Відні 4 березня 1890 року.

## Творчість
Поставив вистави:
- «Дівка на віданню» (1848, переробка Івана Озаркевича п'єси Івана Котляревського «Наталка Полтавка»);
- «Жовнір-чарівник» (1848, переробка Івана Озаркевича п'єси Івана Котляревського «Москаль-чарівник»);
- «Проциха, або Поплета часом придастся» Ю. Желіховського;
- «Верховинці» Миколи Устияновича;
- «Гриць Мазниця» Івана Наумовича;
- «Старий візник Петра III» Августа фон Коцебу (1849).

Автор п'єси «Козак і охотник» (1849) — переробки водевіля Августа фон Коцебу «Козак і доброволець». За цією п'єсою Михайло Вербицький створив оперету, яка йшла на сцені аматорського театру і була в репертуарі Руського народного театру у Львові у 1864—1865 роках.
Написав оповідання «Киргиз» (1852).